# 결혼 면허 따기
《결혼 면허 따기》(영어: License to Wed)는 미국에서 제작된 켄 콰피스 감독의 2007년 로맨틱 코미디 영화이다. 로빈 윌리엄스, 맨디 무어, 존 크러진스키 등이 출연하였다.

## 줄거리
세이디는 가족들이 다니는 교회에서 벤과 결혼식을 올리기 위해 별난 목사 프랭크가 진행하는 혼전 수업을 강제로 들으며 과연 벤과 서로가 걸맞는 짝인지를 시험하게 된다.

## 출연
- 로빈 윌리엄스 - 프랭크 리틀턴 목사 역
- 맨디 무어 - 세이디 존스머피 역
- 존 크러진스키 - 벤 머피 역
- 에릭 크리스천 올슨
- 크리스틴 테일러
- 조시 플리터
- 디레이 데이비스
- 피터 스트라우스
- 그레이스 저브리스키
- 록샌 하트
- 민디 케일링
- 앤절라 킨지
- 레이철 해리스
- 브라이언 바움가트너
- 완다 사이크스

## 기타 제작진
- 총괄 제작: 브루스 버그먼